# Línea C1 (EMT Málaga)

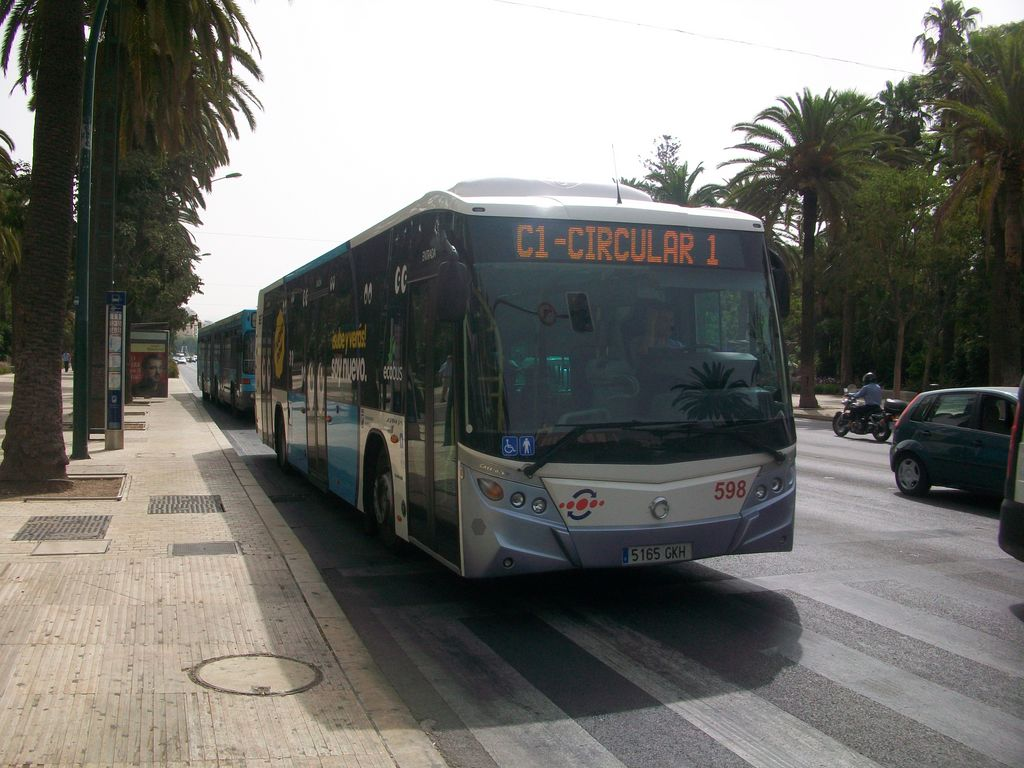
Autobús de la línea Circular 1 a su paso por el Paseo del Parque

La línea C1 de la EMT de Málaga es una de las dos primeras líneas circulares de Málaga, lleva 20 años de servicio. En este tiempo ha evolucionado bastante, convirtiéndose en una de las líneas importantes de la EMT. Traza un recorrido circular alrededor del centro de Málaga, subiendo por el límite oeste del Distrito Centro y bajando por los barrios de Cristo de la Epidemia y Victoria.

## Historia
Es en 2004 cuando esta línea es formada, junto a su "hermana" Circular 2, que realiza prácticamente el mismo recorrido en sentido contrario. Por ello, las líneas 5, 9 y 13 desaparecen, ya que éstas pasan a dar servicio en sus barrios.
Dada su corta edad el recorrido es prácticamente el mismo que en su inauguración, con una salvedad: Correspondiendo a la línea 13, la línea al salir del Túnel de la Alcazabilla encaraba el Paseo de Reding para realizar paradas en Calle Cervantes, y se incorporaba la Plaza General Torrijos por la Avenida Cánovas del Castillo. La línea se desvió al recorrido actual debido a las obras del aparcamiento en dicha calle, y no ha recuperado aquel recorrido por la decisión del Ayuntamiento de peatonalizar la calle.

## Características
Dado su carácter de circular, la línea se cruza con la gran mayoría de líneas de la EMT. Durante el recorrido por calle Cuarteles coincide con 1, 3, 9, 10, 16, 19, 24, 27 y A Express. Al cruzar calle Hilera se cruza con la línea 31, al hacerlo con Martínez Maldonado con 8, 21, 23 y 38, en el barrio de Bailén-Miraflores con 6 y 7, en Gálvez Ginachero con 15 y 17, y finalmente en el trayecto por Capuchinos y Victoria con 1, 36 y 37.

## Recorrido
El recorrido de la línea comienza en la Alameda Principal, en el lateral norte. Da la vuelta al edificio de Hacienda, encara el Pasillo de Santo Domingo y llega a calle Cuarteles, a cuyo fin gira a la derecha para atravesar la Explanada de la Estación. Cruza la Plaza de la Solidaridad, la Avenida de las Américas, la Avenida de Andalucía por encima del Puente de las Américas, calle Ingeniero de la Torre Acosta y calle Doctor Escassi. Gira a la izquierda por calle Palo Mayor y sigue por Calle La Rosa y Magistrado Salvador Barberá, hasta parar en calle Albacete. Después continúa por Martínez de la Rosa hasta pasar el cruce con la calle Eugenio Gross, donde tiene su descansdo. donde tiene la cabecera. Esto en realidad es sólo una parada de descanso, no hay obligación de bajarse. 
Terminado el descanso, continúa por Martínez de la Rosa y por Calzada de la Trinidad. Al final de la calle gira a la izquierda por la Avenida de Barcelona, y enseguida llega a la Plaza del Hospital Civil, por la que toma la Avenida del Doctor Gálvez Ginachero. Cruza el río por el puente de Armiñán, llega a la Goleta, y continúa por Cruz del Molinillo Y Capuchinos hasta llegar a la Alameda de capuchinos. Al final de esta gira a la derecha en la Plaza de Olletas para encarar Cristo de la Epidemia, y al final de esta gira a la izquierda en la Plaza de la Victoria para encarar la calle del mismo nombre. Al final, giro a la izquierda para cruzar el Túnel de la Alcazabilla y giro a la derecha para cruzar el Paseo del Parque y llegar nuevamente a la Alameda Principal, donde tiene la cabecera. Recordemos que tampoco aquí existe obligación de bajarse.
| Parada                                            | Código de Parada | Conexión EMT                               | Conexión otras redes          |
| ------------------------------------------------- | ---------------- | ------------------------------------------ | ----------------------------- |
| Alameda Principal Norte                           | 601              | 17, 36, C1                                 |                               |
| Avda. Andalucía - Hacienda                        | 305              | 1, 3, 9, 10, 16, C1, N1                    |                               |
| Cuarteles - Perchel                               | 306              | 1, 3,9, 10, 16, C1, N1                     | Estación de tren de cercanías |
| Cuarteles - Eslava                                | 307              | 1, 3, 9, 10, 16, 24, 27, C1, A Express, N1 |                               |
| Explanada de la Estación                          | 403              | 24, C1, A Express                          |                               |
| Avenida de las Américas - Centro Comercial        | 1813             | C1                                         |                               |
| Ingeniero de la Torre Acosta                      | 922              | C1                                         |                               |
| Doctor Escassi - Las Chapas                       | 925              | C1                                         |                               |
| Doctor Escassi - J.M. Feuillier                   | 926              | C1                                         |                               |
| La Rosa                                           | 906              | C1                                         |                               |
| Magistrado Salvador Barberá                       | 907              | C1                                         |                               |
| Magistrado Salvador Barberá - Ciudad Nueva Málaga | 908              | C1                                         |                               |
| Magistrado Salvador Barberá - Centro de Salud     | 923              | C1                                         |                               |
| Martínez de la Rosa - Albacete                    | 657              | 6, 7, C1                                   |                               |
| Martínez de la Rosa                               | 659              | 6, C1                                      |                               |
| Martínez de la Rosa - Berrocal                    | 660              | 6, C1                                      |                               |
| Martínez de la Rosa - Séneca                      | 661              | 6, C1                                      |                               |

| Parada                                    | Código de Parada | Conexión EMT         | Conexión otras redes |
| ----------------------------------------- | ---------------- | -------------------- | -------------------- |
| Martínez de la Rosa - Séneca              | 661              | 6, C1                |                      |
| Calzada de la Trinidad                    | 957              | C1                   |                      |
| Avenida Gálvez Ginachero - Hospital Civil | 702              | 7, 15, 17, C1        |                      |
| Avenida Gálvez Ginachero                  | 959              | C1                   |                      |
| Cruz del Molinillo                        | 1352             | C1                   |                      |
| Capuchinos                                | 1304             | 36, C1               |                      |
| Plaza de Capuchinos                       | 156              | 1, C1                |                      |
| Alameda de Capuchinos - El Ejido          | 157              | 1, 37, C1            |                      |
| Alameda de Capuchinos                     | 158              | 1, 37, C1            |                      |
| Cristo de la Epidemia - Fuente Olletas    | 159              | 1, 37, C1            |                      |
| Cristo de la Epidemia - Tejeros           | 160              | 1, C1                |                      |
| Plaza de la Victoria                      | 161              | 1, 36, 37, C1        |                      |
| Plaza de la Merced                        | 170              | 1, 36, 37, C1        |                      |
| Paseo del Parque - Ayuntamiento           | 163              | 1, 14, 37, C1        |                      |
| Paseo del Parque                          | 302              | 3, 16, C1            |                      |
| Paseo del Parque - Plaza de la Marina     | 303              | 3, 16, A Express, C1 |                      |
| Alameda Principal Norte - Larios          | 166              | 1, 37, C1            |                      |
| Alameda Principal Norte                   | 601              | 17, 36, C1           |                      |